# Katrineholms-Kuriren
Katrineholms-Kuriren (KK, Kuriren eller Kurren) är en svensk lokaltidning som grundades 1917. Tidningen bevakar Katrineholms och Vingåkers kommuner.
Tidningen har en liberal ledarsida och ingår i NTM-koncernen. 
Katrineholms-Kuriren tillkom 1917 i samband med att Katrineholm blev stad. Enligt dåtidens lagstiftning fick tidningar endast ges ut i städer (det hade dock redan tidigare funnits en högertidning – Katrineholms Tidning – som formellt gavs ut i Eskilstuna). Från Eskilstuna-Kuriren kom journalisten Knut Hellberg (1872–1944), som startade Katrineholms-Kuriren. Hellberg skrev också flera böcker om Eskilstunas historia. Sonen Folke Hellberg tog sedan över arbetet som chefredaktör – hans bror Erik Hellberg blev tidningens ekonomichef.
På 1960- och 1970-talet var Holger Wigertz chefredaktör. 1981 rekryterades Magnus Nordangård som chefredaktör. Under Nordangårds tid som chefredaktör gick tidningen över till tabloidformat. 
Nordangård efterträddes som chefredaktör 1989 av Lorentz Hedman (1944–2001), som 1997 lämnade över till Krister Wistbacka. 
I februari 2011 publicerade kommunchefen Mattias Jansson på sin blogg frågor från en journalist på Katrineholms-Kuriren, något som Katrineholms-Kuriren uttryckte sitt ogillande inför. När chefredaktören Krister Wistbacka avfärdade kritiker som "bloggvalpar" blossade det upp en debatt som kom att kallas "KK-gate" som handlade om yttrandefrihet, journalistrollen och om sociala mediers betydelse.
Elisabet Bäck efterträdde den 19 maj 2011 Krister Wistbacka som chefredaktör.
2015 tillträdde Marie Hillblom som chefredaktör.
I början av 2019 tillträdde Eva Burman som chefredaktör.
Sedan våren 2023 är Ida Lithell chefredaktör.  